# Liverpool Fútbol Club
O Liverpool Fútbol Club é um clube de futebol uruguaio com sede na cidade de Montevidéu. A equipe disputa a primeira divisão do Campeonato Uruguaio tendo se sagrado campeão dela pela primeira vez em 2023.

## História
O Liverpool foi fundado em 15 de fevereiro de 1915 na cidade de Montevidéu. No ano de seu centenário sagrou-se campeão da Segunda Divisão do Campeonato Uruguaio conquistando o direito de poder disputar a elite do futebol uruguaio. O aspecto mais curioso da história do clube está justamente na escolha do nome, um de seus fundadores pegou um globo terrestre e colocou um dedo em cima de uma cidade. A cidade em questão era Liverpool, na Inglaterra.
A nível internacional, o clube disputou a Copa Sul-Americana de 2009, sendo eliminado na primeira fase, pelo Cienciano, do Peru, e a Copa Sul-Americana de 2012, sendo eliminado nas oitavas de final pelo Independiente, da Argentina, pelo mesmo placar (2 a 1) no jogo de ida e no jogo da volta. 
Em 2011 o clube disputou a primeira fase da Libertadores contra o Grêmio e acabou eliminado pelo Tricolor Gaúcho, com um empate em 2 a 2 em Montevidéu e vitória gremista em Porto Alegre por 3 a 1.
Na Copa Sul-Americana de 2017, foi eliminado na primeira fase da competição pelo Fluminense.
Em 2019 participou novamente da Copa Sul-americana. Na primeira fase o clube uruguaio eliminou o Bahia depois de vencer o primeiro jogo por 1 a 0 no Brasil e empatar em 0 a 0 o jogo da volta no Uruguai. Acabou sendo eliminado na segunda fase pelo Caracas, da Venezuela com o placar agregado de 2 a 1.
Em 2023, o clube jogaria a fase de grupos da Libertadores e ficaria na lanterna do grupo com apenas 4 pontos e uma vitória, conquistada sobre o Independiente Del Valle.

## Títulos
| NACIONAIS | NACIONAIS                        | NACIONAIS | NACIONAIS                             |
|           | Competição                       | Títulos   | Temporadas                            |
| --------- | -------------------------------- | --------- | ------------------------------------- |
|           | Campeonato Uruguaio              | 1         | 2023                                  |
|           | Supercopa Uruguaya               | 3         | 2020, 2023, 2024                      |
| Uruguai   | Torneo Intermedio                | 2         | 2019, 2023                            |
| Uruguai   | Torneo Apertura                  | 2         | 2022, 2025                            |
| Uruguai   | Torneo Clausura                  | 2         | 2020, 2023                            |
| Uruguai   | Campeonato Uruguaio - 2ª Divisão | 6         | 1919, 1937, 1966, 1987, 2002, 2014–15 |
| Uruguai   | Campeonato Uruguaio - 3ª Divisão | 1         | 1916                                  |
| TOTAL     |                                  |           |                                       |
|           | Conquistas                       | Títulos   | Categorias                            |
|           | Títulos Oficiais                 | 17        | 17 Nacionais                          |

## Uniforme
| 1917–1918 | 1919–1969 | 1970–1996 | 1970–atual |